# Associazione Calcio Pro Sesto 2001-2002
Questa pagina raccoglie le informazioni riguardanti l'Associazione Calcio Pro Sesto nelle competizioni ufficiali della stagione 2001-2002.

## Stagione
Nella stagione 2001-2002 la Pro Sesto ha disputato il girone A del campionato di Serie C2, piazzandosi alla nona posizione in classifica con 41 punti. Il torneo è stato vinto con 66 punti dal Prato che ha ottenuto la promozione diretta in Serie C1, la seconda promossa è stata la Pro Patria che ha vinto i playoff. Dopo sedici anni cambio alla presidenza della Pro Sesto, Giuseppe Peduzzi e Giuseppe Pasini lasciano l'incarico, che passa interamente alla famiglia Pasini, nella persona di Luca Pasini, figlio di Giuseppe. Alla guida tecnica viene confermato Giampaolo Rossi. Nella Coppa Italia di Serie C la squadra biancoceleste ad agosto ottiene buoni risultati battendo Meda e Montichiari, pur non passando il turno, passano Albinoleffe e Montichiari. Anche in campionato si parte discretamente, facendo perno su un'ottima difesa, il girone di andata si chiude con un bottino di 25 punti. L'inizio del girone di ritorno è disastroso, a Biella si perde (2-0) ed il portiere sestese Maurizio Monguzzi perde l'imbattibilità dopo 844 minuti. Poi perde in casa con il Prato e a Pavia, al posto di Giampaolo Rossi che lascia la squadra alle soglie dei playoff, arriva il tecnico Alessandro Musicco, ma la Pro Sesto cala di rendimento, e si salva dai playout solo alla penultima giornata, pareggiando (2-2) a Busto Arsizio.

## Rosa
| N. |                     | Ruolo | Calciatore            |
| -- | ------------------- | ----- | --------------------- |
|    | Italia (bandiera)   | P     | Luca Anania           |
|    | Italia (bandiera)   | A     | Carmelo Augliera      |
|    | Gambia (bandiera)   | D     | Simon Barjie          |
|    | Italia (bandiera)   | A     | Francesco Brunetti    |
|    | Italia (bandiera)   | C     | Alessandro Brusaferri |
|    | Italia (bandiera)   | A     | Alan Carlet           |
|    | Italia (bandiera)   | C     | Jacopo Colombo        |
|    | Italia (bandiera)   | C     | Roberto Cretaz        |
|    | Italia (bandiera)   | C     | Marco D'anna          |
|    | Italia (bandiera)   | A     | Antonio D'Amato       |
|    | Italia (bandiera)   | A     | Gabriele Donghi       |
|    | Italia (bandiera)   | C     | Stefano Eranio        |
|    | Slovenia (bandiera) | A     | Matjaž Florijančič    |
|    | Italia (bandiera)   | P     | Oscar Gaidella        |
|    | Italia (bandiera)   | C     | Gianni Garghentini    |

| N. |                      | Ruolo | Calciatore             |
| -- | -------------------- | ----- | ---------------------- |
|    | Italia (bandiera)    | D     | Roberto Gimmelli       |
|    | Italia (bandiera)    | D     | Paolo Gobba            |
|    | Italia (bandiera)    | C     | Simone Guarneri        |
|    | Italia (bandiera)    | D     | Marcello Lambrughi     |
|    | Argentina (bandiera) | C     | Marcelo Ledesma        |
|    | Italia (bandiera)    | C     | Matteo Lombardo        |
|    | Italia (bandiera)    | P     | Maurizio Monguzzi      |
|    | Italia (bandiera)    | D     | Ferdinando Passariello |
|    | Italia (bandiera)    | A     | Alessandro Pontarollo  |
|    | Italia (bandiera)    | A     | Roberto Putelli        |
|    | Italia (bandiera)    | D     | Simone Rota            |
|    | Italia (bandiera)    | C     | Pasquale Sensibile     |
|    | Italia (bandiera)    | C     | Daniele Serio          |
|    | Italia (bandiera)    | D     | Alessandro Terzi       |
|    | Italia (bandiera)    | D     | Massimo Vismara        |

## Risultati

### Campionato

#### Girone di andata
| Arbitro: | Caristia (Siracusa) |

|                                                    |           |              |
| Augliera 53’ Donghi 59’ Cretaz 76’ Florijancic 83’ | Marcatori | 3’ Cavicchia |

| Arbitro: | Gava (Conegliano) |

|                                  |           |                            |
| Cellini 12’ M. Morfeo 25’ (rig.) | Marcatori | 79’ (rig.), 90+1’ Augliera |

| Cremona 16 settembre 2001 3ª giornata | Cremonese      | 0 – 0 | Pro Sesto | Stadio Giovanni Zini\| Arbitro: \| Torella (Roma) \| |
| Arbitro:                              | Torella (Roma) |       |           |                                                      |

| Arbitro: | Santucci (Reggio Calabria) |

|                          |           |                |
| Augliera 6’ D'Adda 90+4’ | Marcatori | 41’, 46’ Nordi |

| Arbitro: | Ongaro (Rovigo) |

|  |           |            |
|  | Marcatori | 37’ Donghi |

| Arbitro: | Frezza (Roma) |

|            |           |  |
| Donghi 59’ | Marcatori |  |

| Arbitro: | Crugliano (Crotone) |

|                                   |           |            |
| Belluomini 7’ (rig.) M. Rossi 76’ | Marcatori | 57’ D'Adda |

| Arbitro: | Herberg (Messina) |

|                 |           |                                          |
| Donghi 39’, 55’ | Marcatori | 66’ Murgita 77’ Spader 84’ (rig.) Zirafa |

| San Giovanni Valdarno 28 ottobre 2001 9ª giornata | Sangiovannese     | 0 – 0 | Pro Sesto | Stadio Virgilio Fedini\| Arbitro: \| Masiero (Venezia) \| |
| Arbitro:                                          | Masiero (Venezia) |       |           |                                                           |

| Sesto San Giovanni 4 novembre 2001 10ª giornata | Pro Sesto           | 0 – 0 | Poggibonsi | Stadio Breda\| Arbitro: \| Angiuoni (Oristano) \| |
| Arbitro:                                        | Angiuoni (Oristano) |       |            |                                                   |

| Novara 11 novembre 2001 11ª giornata | Novara              | 0 – 0 | Pro Sesto | Stadio Silvio Piola\| Arbitro: \| Angrisani (Salerno) \| |
| Arbitro:                             | Angrisani (Salerno) |       |           |                                                          |

| Sesto San Giovanni 18 novembre 2001 12ª giornata | Pro Sesto        | 0 – 0 | Legnano | Stadio Breda\| Arbitro: \| Rocchi (Firenze) \| |
| Arbitro:                                         | Rocchi (Firenze) |       |         |                                                |

| Viareggio 25 novembre 2001 13ª giornata | Viareggio      | 0 – 0 | Pro Sesto | Stadio dei Pini\| Arbitro: \| Marelli (Como) \| |
| Arbitro:                                | Marelli (Como) |       |           |                                                 |

| Arbitro: | Smaldone (Nichelino) |

|                                       |           |  |
| Augliera 49’ Florijancic 90+2’ (rig.) | Marcatori |  |

| Montevarchi 9 dicembre 2001 15ª giornata | Montevarchi         | 0 – 0 | Pro Sesto | Stadio Gastone Brilli Peri\| Arbitro: \| Caristia (Siracusa) \| |
| Arbitro:                                 | Caristia (Siracusa) |       |           |                                                                 |

| Sesto San Giovanni 16 dicembre 2001 16ª giornata | Pro Sesto          | 0 – 0 | Pro Patria | Stadio Breda\| Arbitro: \| Niccolai (Livorno) \| |
| Arbitro:                                         | Niccolai (Livorno) |       |            |                                                  |

| Arbitro: | Ciancaleoni (Foligno) |

|  |           |             |
|  | Marcatori | 90+4’ Terzi |

#### Girone di ritorno
| Arbitro: | Poggi (Piombino) |

|                              |           |  |
| De Vincenzo 22’ Desideri 34’ | Marcatori |  |

| Arbitro: | Fiori (Perugia) |

|  |           |            |
|  | Marcatori | 47’ Lugnan |

| Arbitro: | Finazzi (Torino) |

|            |           |  |
| D'Adda 25’ | Marcatori |  |

| Arbitro: | Di Renzo (Ostia Lido) |

|                                       |           |                               |
| La Cagnina 86’ Nordi 86’ Garzon 90+6’ | Marcatori | 26’ (aut.) Biasi 90+2’ D'Adda |

| Sesto San Giovanni 3 febbraio 2002 22ª giornata | Pro Sesto           | 0 – 0 | Rondinella | Stadio Breda\| Arbitro: \| Bernardoni (Modena) \| |
| Arbitro:                                        | Bernardoni (Modena) |       |            |                                                   |

| Arbitro: | Zanzi (Lugo di Romagna) |

|                          |           |  |
| Raimondi 16’ Araboni 36’ | Marcatori |  |

| Arbitro: | C. Rodomonti (Teramo) |

|            |           |                |
| Carlet 61’ | Marcatori | 57’ Belluomini |

| Arbitro: | Liberti (Genova) |

|            |           |            |
| Spader 45’ | Marcatori | 74’ Carlet |

| Arbitro: | Finazzi (Torino) |

|                   |           |             |
| Carlet 77’, 90+4’ | Marcatori | 16’ Millesi |

| Arbitro: | Siragusa (Acireale) |

|                                      |           |  |
| Gemmi 61’ Bifini 74’ A. Brunetti 80’ | Marcatori |  |

| Arbitro: | Ciancaleoni (Foligno) |

|                 |           |              |
| F. Brunetti 65’ | Marcatori | 47’ Dal Moro |

| Arbitro: | Bernardoni (Modena) |

|            |           |  |
| Scapolo 4’ | Marcatori |  |

| Arbitro: | Marti (Modena) |

|            |           |                |
| Cretaz 25’ | Marcatori | 29’ Bonuccelli |

| Arbitro: | Ciliberto (Merano) |

|             |           |            |
| Taverna 36’ | Marcatori | 67’ Carlet |

| Arbitro: | Battistella (Conegliano) |

|                   |           |              |
| Augliera 20’, 23’ | Marcatori | 74’ Rocchini |

| Arbitro: | Poggi (Piombino) |

|                                  |           |                        |
| Salvalaggio 17’ Pennacchioni 35’ | Marcatori | 10’ Putelli 18’ Donghi |

| Arbitro: | Giordano |

|  |           |                                 |
|  | Marcatori | 69’ (rig.) Amato 73’ Galimberti |

### Coppa Italia

#### Girone C
| Arbitro: | Smaldone (Nichelino) |

|  |           |             |
|  | Marcatori | 82’ Bonazzi |

| Arbitro: | Santoro (Domodossola) |

|            |           |            |
| Zocchi 71’ | Marcatori | 64’ Donghi |

| Arbitro: | Marchesi (Bergamo) |

|                                  |           |            |
| Augliera 8’, 28’, 71’ Donghi 68’ | Marcatori | 5’ Rabozzi |

| 26 agosto 2001 4ª giornata |  | – Turno di riposo Pro Sesto |  |  |

| Arbitro: | Ciliberto (Merano) |

|  |           |              |
|  | Marcatori | 11’ Augliera |